# Alicia Escalante
Alicia Escalante é uma ativista chicana que atuou durante o movimento chicano. Escalante foi a fundadora e presidente da Organização de Direitos de Segurança Social Chicana de Los Angeles Ocidental ("East Los Angeles Chicana Welfare Rights Organization" ou CWRO, em inglês) de 1967 a 1978.

## Primeiros anos
Alicia Escalante nasceu Alicia Lara em El Paso, Texas, em 1933. Ela era a segunda mais velha de sete filhos. A mãe de Escalante acabou por deixar o seu pai abusivo. Aos doze anos, Escalante fugiu em busca da sua mãe, eventualmente reunindo-se com ela em Boyle Heights, Los Angeles Oriental. Os tempos eram difíceis para a família, e a cevada sobreviveu com pouca assistência da segurança social. Ela foi curada de uma perda auditiva por um médico que doou os seus serviços.

## Atividades públicas
Em 1967, Escalante formou a Organização de Direitos de Segurança Social Chicana de Los Angeles Ocidental, uma organização dedicada a ajudar a comunidade de língua espanhola em particular. Defendendo e representando os beneficiários da assistência social através da implementação das leis existentes que eram os direitos dos beneficiários para começar. Ela também defendeu novos direitos em relação à tradução de inglês, cuidados infantis e formação profissional e implementação de Ações Afirmativas.
Escalante foi uma das trinta e cinco presas no protesto sentado ("sit-in", em inglês) do Conselho de Educação de 1968 em favor da reintegração de Sal Castro. Ela participou da Campanha dos Povos Pobres de 1968. Organizando mães solteiras da comunidade com filhos junto com os seus próprios filhos e viajando de autocarro Grey Hound de Los Angeles (Califórnia) para Washington D.C. Ela participou na Demonstração em Massa à Meia-noite Catolicos Por Mi Raza de 1969 na Igreja de Saint Basils, junto com os seus filhos e foi presa e condenada a 30 dias de prisão. Ela foi encorajada por Corky Gonzales em 1969-1970 a estabelecer a CWRO na comunidade chicanade Denver Co. E participou em atividades e eventos com Crusade For Justice e Esquela Tlatelolco. Ela participou nas Moratórias Chicanas de 1969 e fevereiro de 1970, e agosto de 1970. Ela participou numa World Hunger Tour de 1969 para mulheres, tendo sido escolhida e patrocinada pela Igreja Presbiteriana.
Em 1973, o Encuentro Femenil publicou o ensaio de Escalante intitulado "Uma Carta da Organização de Direitos de Segurança Social Chicana" ("A Letter from The Chicana Welfare Rights Organization", em inglês). Em entrevista posterior, Adelaida Del Castillo, Editora Associada da revista, citou a publicação da carta como um evento significativo na história da revista. Ela caracterizou Escalante como parte do feminismo chicano. Nesse mesmo ano, Escalante foi retratada num mural criado por Mario R Gonzales na Universidade de Houston intitulado La Marcha Por La Humanidad ao lado de outros líderes do Movimento Chicano como Corky Gonzales, José Ángel Gutiérrez e Reyes Lopez Tijerina.
Em 2009 ela foi reconhecida pelo Comité Nacional Moratória Chicana pelo seu trabalho.